# Edmund White
Edmund Valentine White III, känd som Edmund White, född 13 januari 1940 i Cincinnati, Ohio, död 3 juni 2025 i New York, var en amerikansk författare som skrev ett antal romaner samt essäer om litteratur och samhällsorienterande ämnen. Merparten av hans produktion är på temat samkönad kärlek. Hans mest kända böcker är The Joy of Gay Sex (1977; skriven tillsammans med Charles Silverstein) och den självbiografiska trilogin A Boy's Own Story (1982), The Beautiful Room Is Empty (1988) och The Farewell Symphony (1997).

## De tidigare åren och studietiden
Edmund Valentine White föddes 1940 i Cincinnati, Ohio. Han ses som en av de allra första att skriva romaner om hur det är att växa upp som homosexuell i en medelklassmiljö  och han menade att detta fungerade som en form av terapi för honom.
Huvudsakligen växte han upp i Chicago och som barn gick han i Cranbrook School in Bloomfield Hills, Michigan och senare kom han att studera kinesiska vid University of Michigan.

## Karriär
Efter studierna arbetade White som journalist i New York. White är homosexuell och mycket av hans arbete baserar sig på hans egna erfarenheter. Debutromanen ”Forgetting Elena” (1973) utspelar sig på en ö och kan ses som en indirekt kommentar kring gaykulturen. Boken "The Joy of Gay Sex" (1977), som han skrev tillsammans med Charles Silverstein, gjorde honom känd för en större publik. "Nocturnes for the King of Naples" (1978) hade ett uttalat gaytema och baserade sig huvudsakligen på hans eget liv.
Mellan 1980 och 1981 var White medlem i The Violet Quill, en grupp med öppet homosexuella författare där även Andrew Holleran och Felice Picano ingick. Whites självbiografiska verk är rättframma kring sin promiskuitet och sin positiva HIV-status.
Mellan 1983 och 1990 bodde Edmund White i Paris där han hade en aktiv roll i grundandet av den franska organisationen AIDES som arbetar med HIV/AIDS-frågor. Under denna period skrev han även romanen ”Caracole” (1985) som fokuserar på heterosexuella relationer. Efter att han hade återvänt till Amerika behöll han intresset för fransk litteratur och publicerade då ett flertal verk på temat: "Genet: a biography" (1993), "Our Paris: sketches from memory" (1995), "Marcel Proust" (1998), "The Flaneur: a stroll through the paradoxes of Paris" (2000) och "Rimbaud" (2008).
White har haft stort inflytande som litteratur- och kulturkritiker, speciellt när det gäller samkönad kärlek och sexualitet. Han var verksam som lärare i kreativt skrivande vid Princeton University  Han fick utmärkelser för sin litterära produktion och han var medlem i American Academy of Arts and Letters och var officier de l'Ordre des Arts et des Lettres.
2005 publicerade Edmund White sin självbiografi "My Lives" och 2009 kom hans memoarer ut med titeln "City Boy".
Måndagen den 9 januari sände Sveriges Radio P1 ett program om Edmund White med titeln "Edmund White – litteratur med livet som insats" där White öppenhjärtigt berättade om sitt liv, sina relationer och om sin litterära produktion.

## Verk

### Skönlitterära verk
- Forgetting Elena (1973)
- Nocturnes for the King of Naples (1978)
- A Boy's Own Story (1982) ISBN 0-525-24128-0
- Caracole (1985)
- The Beautiful Room Is Empty (1988)
- Skinned Alive: Stories (1995)
- The Farewell Symphony (1997)
- The Married Man (2000)
- Fanny: A Fiction (2003)
- Chaos: A Novella and Stories (2007)
- Hotel de Dream (2007) Review from the NYT
- Jack Holmes and His Friend (2012)

### Pjäser
- Terre Haute (2006)

### Facklitteratur
- The Joy of Gay Sex, with Charles Silverstein (1977)
- States of Desire (1980)
- The Burning Library: Writings on Art, Politics and Sexuality 1969-1993 (1994)
- The Flâneur: A Stroll Through the Paradoxes of Paris (2000)
- Arts and Letters (2004)
- Sacred Monsters (2011)

#### Biografier
- Genet: A Biography (1993)
- Marcel Proust (1998)
- Rimbaud: The Double Life of a Rebel (2008)

#### Memoarer
- Our Paris: Sketches from Memory (1995)
- My Lives (2005)
- City Boy (2009)

#### Antologier
- The Darker Proof: Stories from a Crisis, with Adam Mars-Jones (1987)
- In Another Part of the Forest: : An Anthology of Gay Short Fiction (1994)
- The Art of the Story (2000)
- A Fine Excess: Contemporary Literature at Play (2001)

## Läs mer
- Doten, Mark. "Interview with Edmund White", Bookslut, February 2007.
- Fleming, Keith. "Uncle Ed". Granta 68 (Winter 1999). (A memoir by Edmund White's nephew who lived with White in the 1970s.)
- Morton, Paul. (April 6, 2006) "Interview: Edmund White", EconoCulture. Retrieved April 29, 2006.
- Teeman, Tim. (July 29, 2006) "Inside a mind set to explode", The Times (London). Retrieved January 9, 2007.
- White, Edmund. "My Women. Learning how to love them", The New Yorker, June 13, 2005. Autobiographical article excerpted from My Lives.